# Le Gicq
Le Gicq là một xã trong tỉnh Charente-Maritime trong vùng Nouvelle-Aquitaine tây nam nước Pháp. Xã này nằm ở khu vực có độ cao từ 58-98 mét trên mực nước biển.